# Чарльз Гаррельсон
Чарльз Войд Гаррельсон (англ. Charles Voyde Harrelson; 23 липня 1938, Лавледі, Техас — 15 березня 2007) — американський найманий вбивця та учасник злочинної організації, засуджений за вбивство федерального судді Джона Вуда-молодшого, першого федерального судді, якого вбили у XX столітті. Батько акторів Бретта та Вуді Гаррельсонів.

## Особисте життя
Народився 23 липня 1938 року в Лавледі, штат Техас, в сім'ї Алми Лі (уродженої Спаркс; 1907—2002) та Войда Гаррельсона (1901—1976).
В різний час був одружений з Ненсі Гіллман Гаррельсон, Даян Лу Освальд, Джо Енн Гаррельсон і Джині Адель Фостер. Працював продавцем енциклопедій у Каліфорнії та був професійним гравцем. 1960 року засуджений за збройний грабіж. Пізніше зізнався, що брав участь у десятках вбивств з початку 1960-х років.
Син говорив, що його батько зник з будинку у Х'юстоні у 1968 році, залишивши дружину Діану і трьох синів. Вуді не знав нічого про нього до 1981 року, коли з'явилася новина про арешт за вбивство судді Вуда. Під час інтерв'ю у листопаді 1988 року Вуді розповів, що регулярно навідував батька у федеральній в'язниці, хоча все ще відчував до нього змішані почуття:
Мій батько — один із найчіткіших, найначитаніших і найчарівніших людей, яких я коли-небудь знав. І все-таки я тільки зараз зважую, чи заслуговує він моєї вірності, чи дружби. Я дивлюся на нього як на людину, яка могла б бути другом, радше ніж як на батька.
У квітні 2023 року актор Метью Мак-Конагей заявив, що він з Вуді Гаррельсон, які були давніми друзями, можуть бути зведеними братами, маючи на увазі, що Чарльз Гаррельсон також може бути його батьком. За словами Мак-Конагея, його мати стверджувала, що знала батька Вуді приблизно в той час, коли народила Мак-Конагея, й актори обговорювали проведення тесту ДНК.

## Вбивство Алана Гаррі Берга
22 вересня 1970 року його виправдали присяжні в Англтоні, штат Техас. Хроніка вбивства описав брат жертви, Девід Берг, в мемуарах «Біжи, брате, біжи».

## Вбивство Сема Дегелії
Гаррельсона судили за вбивство 1968 року Сема Дегелії-молодшого, мешканця Герна, штат Техас. За вбивство у в Макаллені, штат Техас торговця зерном і батька чотирьох дітей він отримав 2000 доларів (еквівалент 18 000 доларів у 2020 році). Присяжні не дійшли згоди щодо вироку, хоча визнали Піта Скамардо винним у співучасті у вбивстві і засудили до семи років умовно. 1973 року Гаррельсон отримав 15 років ув'язнення. 1978 року його достроково звільнили за хорошу поведінку.

## Вбивство судді Джона Вуда-молодшого
Після умовно-дострокового звільнення Гаррельсон з тодішньою дружиною Джо Енн був причетний до ще одного вбивства. 29 травня 1979 року окружного суддю Джона Вуда-молодшого застрелили на автостоянці біля свого будинку в Сан-Антоніо, штат Техас. Гаррельсон був засуджений за вбивство судді Вуда після того, як його найняв наркодилер Джеміель Чагра з Ель-Пасо, штат Техас.
Гаррельсона засудили до двох довічних термінів. Джо Чагру визнали причетним до вбивства і він отримав десять років за ґратами за умовами угоди про визнання провини та свідчень на користь обвинувачення. Підозрюваного співучасника Джемієля Чагру виправдали. Дружину Гаррельсона, Джо Енн, засудили до 25 років ув'язнення за змову та неправдиві свідчення, пов'язаних із вбивством.
2003 року Чагра відмовився від своїх свідчень, заявивши, що Гаррельсон не стріляв у суддю. Син Гаррельсона, Вуді, спробував скасувати вирок для нового судового процесу, але без успіху. Чагра помер у липні 2008 року від раку.

## Звинувачення в причетності до вбивства ДжонаКеннеді
У вересні 1980 року Гаррельсон здався поліції після шестигодинного протистояння, як повідомляється, він був під дією кокаїну. Під час цієї події він погрожував самогубством і заявив, що вбив суддю Вуда та президента Джона Кеннеді. У телевізійному інтерв'ю після арешту Гаррельсон заявив: «Я сказав, що вбив суддю, я сказав, що вбив Кеннеді, це може дати вам уявлення про мій розумовий стан на той момент». За його словами, заяви під час протистояння були «намаганням продовжити життя».
Під час суду над Гаррельсоном Джозеф Чагра свідчив, що Гаррельсон стверджував, що застрелив Кеннеді, і намалював карти, щоб показати, де він переховувався під час вбивства. Чагра сказав, що не вірить словам Гаррельсона, а AP повідомило, що ФБР «очевидно не брало до уваги причетність Гаррельсона до вбивства Кеннеді». Згідно з книгою Джима Марса «Перехресний вогонь» 1989 року, деякі теоретики вважають, що Гаррельсон наймолодший і найвищий із «трьох волоцюг», заарештованих незабаром після вбивства Кеннеді в Далласі. Маррс заявив, що Гаррельсон був залучений до «злочинців, пов'язаних з розвідувальними службами та військовими», і припустив зв'язок з Джеком Рубі через організованого злочинця Рассела Дугласа Меттьюза. Лоїс Гібсон, знана художниця-криміналістка, зіставила фотографії Гаррельсона з фотографіями наймолодшого на вигляд із трьох «волоцюг».
1982 року Гаррельсон заявив на KDFW-TV: «Ви вірите, що Лі Гарві Освальд убив президента Кеннеді сам, без будь-якої допомоги з боку шахрайського агентства уряду США або принаймні частини цього агентства? Я думаю, що тоді віра ваша дуже наївна».

## Спроба втечі

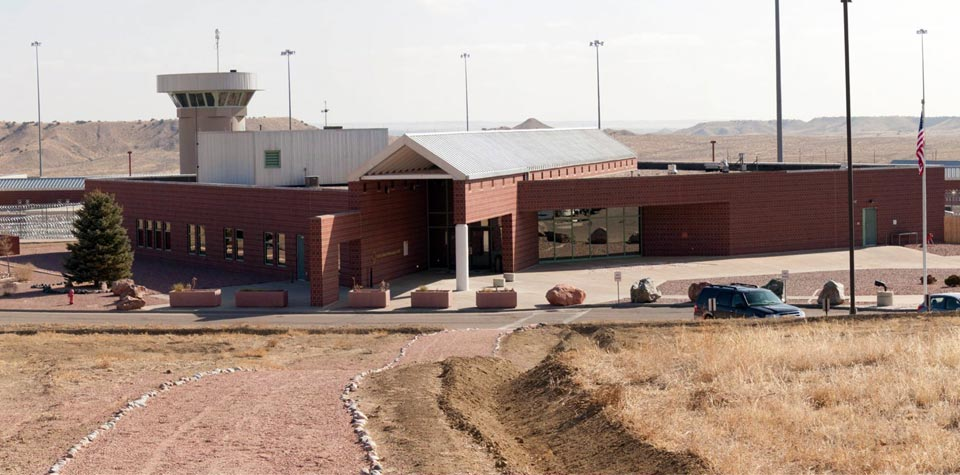
ADX Florence, куди Гаррельсона перевели після його спроби втечі

4 липня 1995 року Гаррельсон разом з двома іншими ув'язненими, Гері Сеттлом і Майклом Ріверсом, спробували втекти з федеральної в'язниці Атланти по саморобній мотузці. З тюремної вежі в їхній бік зробили попереджувальний постріл, і трійця здалася. Гаррельсона перевели до в'язниці суворого режиму ADX Florence у Колорадо. Про перебування там Гаррельсон написав своєму другові, що «насправді бракує годин на день для моїх потреб… Тиша чудова».

## Смерть
15 березня 2007 року знайшли мертвим у своїй камері, він помер у 68 років від серцевого нападу.

## ЗМІ
У романі Кормака Маккарті «Старим тут не місце» 2005 року, дія якого відбувається 1980 року, шериф каже: «Тут у Сан-Антоніо вони застрелили федерального суддю», маючи на увазі вбивство судді Джона Вуда-молодшого. Його син Вуді Гаррельсон знявся в екранізації роману 2007 року, прем'єра якої відбулася через два місяці після смерті його батька.
5 травня 2020 року на Spotify відбулась прем'єра 10-серійного подкасту «Son of a Hitman». Продюсер і ведучий якого журналіст Джейсон Кавана. Він досліджував законність трьох звинувачень у вбивстві, за якими судили Чарльза Гаррельсона, а також можливість його причетності до вбивства президента Джона Кеннеді.